# Ханджиский, Благой
Благой Ханджиский (макед. Благој Ханџиски; род. 6 июня 1948, село Владимирово, община Берово, НР Македония, СФРЮ) — северомакедонский политик, дипломат, бывший министр обороны и иностранных дел.
Благой Ханджиский окончил электротехнический факультет Университета в Скопье. С 1974 по 1986 год занимался научной и преподавательской работой, затем с 1986 по 1990 год был председателем Совета образования Македонии. В 1990 году избран в Собрание Республики Македонии от партии СДСМ. С 1994 года — министр обороны Республики Македонии, затем с 1997 по 1998 год министр иностранных дел. В 1998 году снова избран в Собрание.
С 2003 по 2010 год был послом Республики Македонии в Греции.
3 января 2011 года назначен чрезвычайным и полномочным послом Республики Македонии в Болгарии.